# Socarrats (sèrie de televisió)
Socarrats fou una série de Canal 9 que es va estrenar el 23 de juliol de 2007 en horari de màxima audiència. En el seu primer episodi va aconseguir captar l'atenció del 24,2% dels espectadors; un mes després de la seua estrena, obtenia un 29,4 % de quota de pantalla (330.000 espectadors). La série va concloure el 2009, després de vora 80 episodis, de 20 minuts de durada, repartits en huit temporades.
La sèrie es componia de diversos esquetxos còmics de curta durada, tot seguint l'esquema d'altres produccions, especialment Autoindefinits, dels mateixos creadors, la companyia Conta conta i Albena Teatre. La idea era que substituïra a l'anterior durant la temporada estival, i per això les seues trames se centraven en situacions típiques d'esta part de l'any (la platja, l'apartament, els mosquits, etc.) de dos famílies, els Martí i els Pujades. S'emetia en valencià, encara que puntualment hi havia personatges castellanoparlants.
Els actors i actrius de Socarrats van ser: Josep Manel Casany, Rebeca Valls, Mamen García, Inma Sancho, Pep Sellés, Joan Collado, Marina Vinyals, Iolanda Muñoz, María Almudéver, Alex Esquina, Ximo Solano, Enric Benavent i Manolo Maestro. A banda del repartiment, que va passar de 13 intèrprets al principi a 19 al final, l'equip estava format també per onze guionistes, tres productors, la direcció de Cèsar Martí, Sergi Sanz i Carles Alberola i un gran grup de tècnics.
Cèsar Martí, un dels directors, va destacar que la producció tenia vocació participativa i que per aquell motiu considerava fonamental el fet que els espectadors contribuïren enviant SMS per a seleccionar el millor esquetx diàriament i també col·laboraren deixant a la pàgina web del programa les seues frases o vivències sobre l'ambient estiuenc del País Valencià. Part de les gravacions es van fer en exteriors naturals, com la platja Mareny Blau de Cullera.
El gran èxit de la sèrie va dur la productora a realitzar altres versions, com Per Nadal, torrons! o Check-in Hotel.

## Enllaços exteriors
- Socarrats a À Punt